# Parque ecológico Piedras Blancas
El Parque Ecológico Piedras Blancas es una reserva forestal situada en Medellín, Colombia, más específicamente en el corregimiento de Santa Elena de dicha ciudad. Está localizado a 26 km del centro de la misma, que se recorren en auto en 50 minutos. Tiene una extensión de 18 hectáreas. Muy próximamente entrará a formar parte del Parque Ecoturístico Arví, la mayor reserva ecoturística del centro del departamento.

## Atractivos
Este parque está dedicado principalmente al ofrecimiento de la naturaleza y la ecología como fuentes de cultura, diversión y descanso para los habitantes y visitantes de la ciudad. Además de ello, cuenta también con otros servicios y atractivos que hacen más cómodo el disfrute del ambiente natural.   
Espacios interioresCasa refugio
Es el centro de la reserva, construida de acuerdo con el paisaje; está hecha en madera, y se levanta en lo más alto del parque, ofreciendo una vista general del mismo. En su interior se cuenta con:
- Área común para grupos de trabajo o jornadas de descanso.
- Área social con servicio de bar y chimenea.
- Auditorios con ayudas audiovisuales.
- Centro de documentación ecológica, dotado con biblioteca, herbario, colección de insectos, muestra mineralógica y archivo de videos sobre temáticas ambientales.
- Restaurante, bar, cafetería y chimenea.
- Alojamiento con habitaciones de acomodación múltiple.
- Cable Vuelo: En medio de la inmensidad natural se realiza un recorrido corto pero rápido desde la Casa Refugio que atraviesa el bosque; hay otro recorrido largo y lento que sobrevuela un lago.

Espacios campestres
- Áreas naturales comunes.
- El Insectario. El Insectario y el Museo Entomológico, contienen entre ambos una muestra con cerca de nueve mil ejemplares de insectos. Allí se pueden apreciar coloridas mariposas, grillos y bichos o artrópodos de la región, todos bajo el cuidado permanente de expertos biólogos. El Insectario constituye un sitio adecuado para conocer la importante labor que cumplen los insectos en las distintas zonas de Antioquia.
- Embalse con alquiler de botes.
- Miradores.
- Vivero.
- Cultivo de orquídeas.
- Lombricultivo.
- Huerta biológica.
- Cultivo de trucha.
- Finca autosostenible.
- Zona de acampada. La zona de acampada ofrece un espacio capaz de albergar 17 carpas. Si no se trae una personal es posible alquilarlas allá.
- Kioscos dotados con asador.
- Asaderos al aire libre.
- Zona para pícnic.
- Juegos infantiles.

## Acceso
Se accede a la reserva por la carretera que une la ciudad con dicho corregimiento. Hay transporte en chiva desde Medellín durante los fines de semana. El parque está abierto al público todos los días, de 8:00 a. m. a 5:00 p. m.